# Бонилья, Оскар
Оскар Бонилья Брадановик (исп. Óscar Bonilla Bradanovic; 24 декабря 1918, Икике — 3 марта 1975, Курико) — чилийский генерал, близкий соратник Аугусто Пиночета. Активный участник военного переворота 11 сентября 1973. Возглавлял министерство внутренних дел и министерство обороны в первых правительствах хунты. В окружении Пиночета считался «либералом», выступал за снижение масштаба репрессий, конфликтовал с тайной полицией ДИНА. Погиб в авиакатастрофе при невыясненных обстоятельствах.

## Служба и взгляды
Родился в семье хорватского происхождения. Семейство Бонилья известно в Чили как разветвлённый влиятельный клан. Окончил Военное училище имени Бернардо О’Хиггинса. По военной специальности — офицер сухопутных войск.
Командовал пехотным полком в Икике. В 1966—1968 Оскар Бонилья — адъютант президента Эдуардо Фрея, начальник президентской военной канцелярии. В конце 1960-х — чилийский военный атташе в Испании. С 1971 — генерал чилийской армии, начальник тылового обеспечения.
Идеологически Оскар Бонилья был правым христианским демократом, политически ориентировался на чилийскую ХДП. Он негативно относился к правлению левого блока Народное единство, считал, что правительство Сальвадора Альенде ведёт к установлению марксистского тоталитарного режима. Обсуждал с экс-президентом Эдуардо Фреем и главнокомандующим вооружёнными силами Карлосом Пратсом создание нового военно-гражданского правительства. Этот проект был отклонён лидерами Социалистической партии.

## В преддверии мятежа
В августе 1973 года новый главнокомандующий Аугусто Пиночет предложил всем генералам, несогласным с его назначением, оставить должности. Бонилья был одним из двух военачальников (второй — Серхио Арельяно), кто решительно поддержал Пиночета. Бонилья знал Пиночета ещё в юности, с курсантских лет. Между генералами поддерживались дружеские отношения.
Бонилья, наряду с Пиночетом, участвовал в подавлении путча «Танкетасо». По приказу генерала Пратса он взял под командование артиллерийский полк «Такна», занял казармы мятежного 2-го бронетанкового полка, арестовал его командование. В то же время он участвовал в подготовке свержения Альенде.

## Либерал хунты
Генерал Бонилья являлся одним из главных организаторов военного переворота 11 сентября 1973. Именно он рассматривался Пиночетом как преемник на случай своей гибели.

Оскар, если меня не станет, моё место займёшь ты.

Аугусто Пиночет, 10 сентября 1973

В первом правительстве военной хунты Оскар Бонилья занял ключевой пост министра внутренних дел. Его политическая позиция обозначалась как относительно либеральная. Наблюдатели отмечали, что «Бонилья выступал с демагогическими речами, завоёвывая популярность у терроризируемого населения». По другим оценкам, Бонилья был искренним противником широкомасштабных репрессий, и это создавало ему реальную массовую поддержку. Он считал военный режим кратким переходным этапом, выступал за проведение свободных выборов, восстановление гражданско-политических прав и социальных гарантий.
Генерал Бонилья встречался с родственниками арестованных, обещал оказать содействие в розыске пропавших без вести, предпринимал в этом направлении реальные шаги. Выражал недовольство убийством Карлоса Пратса. Жёстко конфликтовал с политической полицией ДИНА, требовал арестовать директора ДИНА Мануэля Контрераса. Впоследствии сын Бонильи говорил, что слова об аресте Контрераса стали «смертным приговором» его отцу.
Такая позиция Бонильи вызывала недовольство Пиночета. В июле 1974 года Бонилья был де-факто понижен в должности, перейдя с МВД (заменён вполне лояльным Пиночету генералом Раулем Бенавидесом) на министерство обороны. Отношения между Бонильей и Пиночетом заметно охладились и осложнились.

## Гибель
3 марта 1975 года Оскар Бонилья возвращался воздушным путём из отпуска, который проводил на ферме близ Курико. Aрмейский вертолёт «Пума» французского производства потрепел крушение. Впоследствии при невыясненных обстоятельствах погибли французские технические специалисты, изучавшие причины катастрофы.
По одной из версий, Бонилья был физически устранён в результате спецоперации ДИНА с санкции Пиночета. Однако доказательных подтверждений это предположение не имеет. Похороны Бонильи имели государственный статус, присутствовали члены хунты во главе с Пиночетом.

## Память
В современной Чили Оскар Бонилья воспринимается иначе, нежели большинство деятелей времён хунты. Его образ носит в целом позитивный характер. Бонилья запомнился как «дружелюбное лицо режима».
Именем Оскара Богнильи назван Политехнический лицей в Монте-Агуила, улицы во многих городах Чили, включая Сантьяго, Икике, Консепсьон, Чильян, Талаганте, Каньете, Анголь.
Оскар Бонилья был женат, имел троих сыновей. Оскар Гильермо Бонилья — известный правый политик, Хорхе Эдуардо Бонилья — видный чилийский дипломат.